# Thomas Zass
Thomas Zass (* 27. November 1989 in St. Johann) ist ein ehemaliger österreichischer Volleyball-Nationalspieler.

## Leben
Zass begann im Jahr 2000 beim VC Brixental mit dem Volleyballspiel. 2006 stieg er mit dem Verein in die zweite österreichische Bundesliga auf, in der er in der Saison 2008/09 zum Topscorer avancierte. Im Sommer 2009 wechselte Zass nach dem Abschluss der HTL für Maschinen- und Anlagenbau in Jenbach, trotz Angeboten der „Großen Drei“ hotvolleys, Hypo Tirol und Aich/Dob, nach Amstetten zu Hypo Niederösterreich, wo er seine Profi-Karriere startete. Unter ÖVV-Teamchef Michael Warm stellte Zass seine Volleyballtechniken komplett um und entwickelte sich neben seiner bereits vorhandenen starken Athletik und Sprungkraft auch zu einem kompletten Volleyballer. 2011 wechselte Zass zum französischen Topklub Paris Volley, wo er nach anfänglichen Schwierigkeiten Stammspieler wurde. 2012 folgte der Transfer zum deutschen Rekordmeister und Champions-League-Sieger von 2007, VfB Friedrichshafen, unter dem ehemaligen hotVolleys-Coach sowie deutschen Nationaltrainer Stelian Moculescu. Nach nur einer Saison wechselte Zass 2013 nach Griechenland zu Foinikas Syros.
Seit 2004 durchläuft Zass die Nachwuchsauswahlen des Österreichischen Volleyball Verbandes. 2007 feierte er sein Debüt bei den Herren in einem Testspiel gegen die Schweiz, in dem er mit 14 Punkten aufzeigen konnte. 2011 erlebte Zass mit der Heim-EM in Österreich und Tschechien ein Karriere-Highlight, bei dem das ÖVV-Team allerdings nach drei Niederlagen gegen Slowenien, die Türkei und Serbien in der Vorrunde ausschied. Mitte April 2021 beendete er seine aktive Karriere.